# Idioma cari
Aka-cari (también conocido como idioma cari) es una lengua extinguida de las islas Andamán, en la India. 